# 1990
1990（千九百九十、一九九〇、せんきゅうひゃくきゅうじゅう）は、自然数また整数において、1989の次で1991の前の数である。

## 性質
- 1990は合成数であり、約数は 1, 2, 5, 10, 199, 398, 995, 1990 である。
  - 約数の和は3600。
    - 約数の和が平方数になる81番目の数である。1つ前は1942、次は2037。
- 302番目の楔数である。1つ前は1986、次は2001。
- 19902 + 1 = 3960101 であり、n2 + 1 が素数になる209番目の数である。1つ前は1980、次は2006。
- 1990 = 12 + 152 + 422 = 12 + 302 + 332 = 62 + 272 + 352 = 152 + 262 + 332 = 182 + 212 + 352 = 192 + 272 + 302
  - 3つの平方数の和6通りで表せる180番目の数である。1つ前は1988、次は1993。(オンライン整数列大辞典の数列 A025326)
  - 異なる3つの平方数の和6通りで表せる146番目の数である。1つ前は1988、次は2018。(オンライン整数列大辞典の数列 A025344)
- 各位の和が19になる100番目の数である。1つ前は1981、次は2089。

## その他 1990 に関連すること
- 西暦1990年